# Andreas Grasmüller
Andreas Grasmüller (* 28. November 1925 in München; † 19. August 2005 in München-Pasing) war ein deutscher Rechtsanwalt und Tierschützer.

## Wirken
1952 geriet Andreas Grasmüller erstmals in das Blickfeld der breiteren Öffentlichkeit, als er als Verteidiger in einer Nitrit-Affäre Unterlagen vorlegte, nachdem die Einfuhr- und Vorratsstelle des Bundesernährungsministeriums aus Kanada eine größere Menge von Schweinefleisch in Dosen nach Deutschland eingeführt hatte, die doppelt so viel Nitrit enthielten wie gesetzlich zulässig. In den 1970er Jahren moderierte Grasmüller die ARD-Quizsendung Alles oder nichts.
Von 1978 bis 1993 amtierte Grasmüller als Präsident des Deutschen Tierschutzbundes. Er verließ den Tierschutzbund nach Konflikten und gründete mit sechs Mitstreitern die Gewerkschaft für Tiere. Die Idee dazu war, möglichst artgerechte Zufluchtstätten für vernachlässigte und gequälte Haustiere, Nutztiere und Wildtiere zu schaffen.

## Schriften
- Zur volkswirtschaftlichen Bedeutung und rechtsdogmatischen Abgrenzung von Niessbrauch, Grunddienstbarkeit und beschränkt-persönlicher Dienstbarkeit. Dissertation, Hochschule für Wirtschafts- und Sozialwissenschaften, Nürnberg 1960.
- ABC der Tiere. Jugendschrift, Verlag Kindler, München 1974, ISBN 3-463-00589-1.